# Подгоровка (Полтавская область)
Подгоровка (укр. Підгорівка) — село,
Козельщинский поселковый совет,
Козельщинский район,
Полтавская область,
Украина. Население по переписи 2001 года составляло 77 человек.

## Географическое положение
Село Подгоровка находится в 1-м км от левого берега реки Рудька,
выше по течению на расстоянии в 2 км расположен пгт Козельщина,
ниже по течению на расстоянии в 1 км расположено село Новая Галещина.
По селу протекает пересыхающий ручей с запрудой.
Через село проходит автомобильная дорога М-22 (E 577).
Рядом проходит железная дорога, станция Галещина в 3-х км.